# ویکی‌پدیای لیتوانیایی
ویکی‌پدیای لیتوانیایی نسخه لیتوانیایی زبان وب‌گاه ویکی‌پدیا است و ۲۰۰۳ ایجاد شده است و در ۱ اوت ۲۰۰۷ به ۵۰٬۰۰۰ مقاله رسید.
تا تاریخ ۳۰ مه ۲۰۱۱ این دانش‌نامه با بیش از ۱۳۳٬۰۰۰ مقاله در رتبهٔ بیست‌ونهم ویکی‌پدیاها قرار داشت.

## نگارخانه

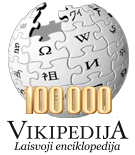